# Episodi di Mozart in the Jungle (seconda stagione)
La seconda stagione della webserie Mozart in the Jungle, composta da dieci episodi, è stata interamente resa disponibile negli Stati Uniti dal servizio di streaming di Amazon il 30 dicembre 2015.
In Italia è andata in onda in prima visione sul canale satellitare Sky Atlantic dal 29 giugno al 27 luglio 2016.
| nº | Titolo originale                           | Titolo italiano                 | Pubblicazione USA | Prima TV Italia |
| -- | ------------------------------------------ | ------------------------------- | ----------------- | --------------- |
| 1  | Stern Papa                                 | Papà severo                     | 30 dicembre 2015  | 29 giugno 2016  |
| 2  | Nothing Resonates Like Rhinoceros Foreskin | Un nuovo assistente per Rodrigo | 30 dicembre 2015  | 29 giugno 2016  |
| 3  | It All Depends on You                      | Dipende tutto da te             | 30 dicembre 2015  | 6 luglio 2016   |
| 4  | Touché Maestro, Touché                     | Touché Maestro, touché!         | 30 dicembre 2015  | 6 luglio 2016   |
| 5  | Regreso Del Rey                            | Il ritorno del re               | 30 dicembre 2015  | 13 luglio 2016  |
| 6  | How to Make God Laugh                      | Come far ridere Dio             | 30 dicembre 2015  | 13 luglio 2016  |
| 7  | Can You Marry a Moon?                      | Si può sposare la luna?         | 30 dicembre 2015  | 20 luglio 2016  |
| 8  | Leave Everything Behind                    | Lascia tutto alle spalle        | 30 dicembre 2015  | 20 luglio 2016  |
| 9  | Amusia                                     | Amusia                          | 30 dicembre 2015  | 27 luglio 2016  |
| 10 | Home                                       | Casa                            | 30 dicembre 2015  | 27 luglio 2016  |

## Papà severo
- Titolo originale: Stern Papa
- Diretto da: Paul Weitz
- Scritto da: Paul Weitz

### Trama
Dopo aver diretto un concerto a Los Angeles, Rodrigo si rende conto di quanto lavoro ci sia ancora da fare con la sua orchestra newyorkese. A complicare la situazione si aggiungono le questioni sindacali tra la direzione della filarmonica e i musicisti, che si affidano all'assistenza legale di una nuova avvocata, Nina. Hailey si mette alla ricerca di qualcuno che la possa sostituire come assistente di Rodrigo, in modo che lei possa dedicarsi alla pratica per entrare di ruolo nell'orchestra. 
- Altri interpreti: Gael García Bernal (Rodrigo), Gretchen Mol (Nina), Lola Kirke (Hailey)

## Un nuovo assistente per Rodrigo
- Titolo originale: Nothing Resonates As Rhynoceros Foreskin
- Diretto da: Adam Brooks
- Scritto da: Roman Coppola e Jason Schwartzman

### Trama
Alla festa per il ritorno di Lizzie, Hailey si convince che l'amico Mike possa essere il candidato ideale per il posto di assistente. Dopo un'iniziale titubanza, Rodrigo lo mette alla prova e lo assume, liberando Hailey dall'incarico. Gloria invita Hailey ad un evento per giovani donatori in qualità di rappresentante dell'orchestra, ma Rodrigo non vede la cosa di buon occhio. 
- Altri interpreti: Hannah Dunne (Lizzie), Philip Jackson Smith (Mike), Bernadette Peters (Gloria)

## Dipende tutto da te
- Titolo originale: It All Depends on You
- Diretto da: Adam Brooks
- Scritto da: Stuart Blumberg

### Trama
Rodrigo viene sfrattato dall'appartamento dove vive, pertanto Gloria lo ospita a casa sua: qui scopre che la donna ha un passato da cantante, e la incoraggia a tornare ad esibirsi. Il rapporto tra Hailey e Alex entra in crisi dopo che lui è stato scelto per partecipare a un reality show, che lo terrà lontano da New York per 3 mesi. Per distrarsi Hailey accompagna Lizzie ed il suo ragazzo Bradford a registrare un episodio del suo podcast: l'incontro con Anton Gallo, anziano oboista che ha suonato con Toscanini, si rivela particolarmente illuminante per lei. Durante una partita di softball Betty si infortuna e Hailey dovrà quindi prendere il suo posto per il tour in America Latina. 
- Altri interpreti: Peter Vack (Alex), Jason Schwartzman (Bradford), Anton Coppola (Anton Gallo), Debra Monk (Betty)

## Touché Maestro, touché!
- Titolo originale: Touché Maestro, Touché
- Diretto da: Jason Schwarzman
- Scritto da: Alex Timbers

### Trama
Siamo all'indomani della partenza per il tour. Hailey esce con il violoncellista ospite, Andrew Walsh che le fa conoscere Lang Lang, Emanuel Ax e Joshua Bell durante una serata al bowling. Thomas ha appena ricevuto i documenti per la procedura di divorzio e Rodrigo per sollevargli il morale gli offre dei funghi allucinogeni: i due passano la nottata a confessarsi i loro segreti più intimi sotto l'effetto degli stupefacenti. Gloria segue il consiglio di Rodrigo e si esibisce in segreto in un bar, dove tra il pubblico trova a sorpresa Pavel, il macchinista della Filarmonica. 
- Guest star: Dermot Mulroney (Andrew Walsh)
- Altri interpreti: Malcolm McDowell (Thomas), Sandro Isaack (Pavel)

## Il ritorno del re
- Titolo originale: Regreso del Rey
- Diretto da: Roman Coppola
- Scritto da: Adam Brooks

### Trama
A Mike viene negata la partenza in aeroporto per via del passaporto scaduto, quindi a Hailey tocca fare da assistente a Rodrigo per tutta la durata del tour. Giunti a Città del Messico, Warren viene derubato del suo violino, perciò Rodrigo contatta suo fratello Manuel per cercare di recuperarlo. Rodrigo è particolarmente teso per la performance nella sua città natale, soprattutto perché tra il pubblico ci sarà anche il suo mentore, il Maestro Rivera.
- Altri interpreti: Joel Bernstein (Warren), Tenoch Huerta (Manuel), Emilio Echevarría (Rivera)

## Come far ridere Dio
- Titolo originale: How to Make God Laugh
- Diretto da: Roman Coppola
- Scritto da: Adam Brooks e Stuart Blumberg

### Trama
Rodrigo diserta l'incontro con un importante investitore messicano e prende un autobus con Hailey per raggiungere il villaggio in cui è cresciuto, dove tra i due scocca anche un bacio. Ne approfittano anche per visitare il maestro Rivera, che qui dirige un'orchestra giovanile. Il maestro designa Rodrigo come suo successore, ma lui rifiuta il ruolo, deludendo profondamente il suo mentore, che esprime tutto il suo sdegno davanti alla platea degli allievi. Nina raggiunge a sorpresa Cynthia a Città del Messico, ma la loro relazione segreta viene scoperta da Thomas e Bob.
- Altri interpreti: Saffron Burrows (Cynthia), Mark Blum (Bob)

## Si può sposare la luna?
- Titolo originale: Can You Marry a Moon?
- Diretto da: Tricia Brock
- Scritto da: David Iserson

### Trama
Al ritorno dal Messico, Rodrigo viene colto da un malessere diffuso che non riesce a far andare via. Alla festa per i 35 anni di carriera di Betty, Hailey si lascia scappare il dettaglio del bacio con Rodrigo. Iniziano le trattative tra la direzione della filarmonica e i rappresentanti dei musicisti per ottenere delle condizioni di lavoro migliori, ma il primo incontro lascia insoddisfatte entrambe le parti. Edward Biben, uno dei dirigenti, punta a giocare sporco, cercando di compromettere la reputazione dei musicisti. Rodrigo si presta come personaggio per un videogioco assieme ad altri musicisti e direttori d'orchestra. Tra questi c'è anche Andrew Walsh, che durante le pause tra le riprese fa bella mostra delle sue conquiste a letto, tra cui figurano anche Cynthia e Hailey, scatenando l'ira di Rodrigo. 
- Altri interpreti: Brennan Brown (Edward Biben)

## Lascia tutto alle spalle
- Titolo originale: Leave Everything Behind
- Diretto da: Tricia Brock
- Scritto da: Rachel Axler

### Trama
Thomas va a trovare la moglie Claire per portarle i documenti per il divorzio e farle ascoltare la sinfonia che ha appena finito di comporre, ma la donna viene colta da un malore e muore. Al funerale il grande assente è Rodrigo, che si è convinto di essere stato maledetto dal maestro Rivera e pertanto sta cercando di lasciarsi alle spalle alcuni pesi per tentare di cacciare via il malessere. Per prima cosa incontra quindi Anna Maria e si decide a procedere con il divorzio. Gli orchestrali convincono Hailey a uscire con Erik Winkelstrauss, membro della direzione conosciuto alla serata dei giovani donatori, per capire la sua posizione nella trattativa con il sindacato. 
- Altri interpreti: Margaret Ladd (Claire), Aaron Moten (Erik Winkelstrauss), Nora Arnezeder (Anna Maria)

## Amusia
- Titolo originale: Amusia
- Diretto da: Paul Weitz
- Scritto da: Kate Gersten e Matt Shire

### Trama
A Rodrigo viene diagnosticata l'amusia, un disturbo uditivo che gli fa percepire la musica in modo distorto, e viene temporaneamente sostituito dal Maestro Lennox. Il nuovo direttore però ha un atteggiamento riprovevole nei confronti dei musicisti, tanto che Rodrigo lo licenzia in tronco prima di uno spettacolo e prende il suo posto, malgrado il malessere. Grazie all'intervento di Thomas, Gloria e Cynthia riescono a confrontarsi e trovare un accordo per soddisfare le richieste dell'orchestra. Tuttavia, Nina rivela a Cynthia di aver già mandato del materiale compromettente sulla dirigenza al New York Times: Cynthia, amareggiata dal gesto, la licenzia. Betty offre ad Hailey un posto da seconda oboista nell'orchestra di Des Moines, minacciando di rivelare a tutti del bacio con Rodrigo qualora lei non accettasse. 
- Altri interpreti: Luke Rampersad (Lennox)

## Casa
- Titolo originale: Home
- Diretto da: Paul Weitz
- Scritto da: Paul Weitz

### Trama
La carriera di Gloria viene macchiata da uno scandalo, quindi viene meno il patto con Cynthia. Rodrigo raggiunge un accordo con Biben: lui presenterà le dimissioni da direttore a patto che le richieste dell'orchestra vengano esaudite. L'incontro con i dirigenti non va però secondo i piani di Biben, per via dell'opposizione di Gloria, che con un discorso convincente traghetta dalla sua parte la maggior parte dei votanti. I musicisti vengono quindi chiusi fuori dall'edificio, e sotto la guida di Cynthia si spostano a Central Park dove improvvisano un concerto di protesta. Arriva anche Rodrigo, che oltre a ristabilire il rapporto con la sua orchestra, si rende conto di aver recuperato a pieno l'udito dopo una rovinosa caduta. La sera Rodrigo si reca a casa di Hailey, ma la trova sull'uscio con una valigia: sta per partire in tour con Andrew Walsh, ma non prima di aver passato un weekend con il suo nuovo ragazzo, Erik Winkelstrauss. 